# Lepidomeniidae
De Lepidomeniidae is een familie van weekdieren uit de orde Pholidoskepia.

## Geslachten
- Lepidomenia Kowalevsky, 1883
- Nierstraszia Heath, 1918
- Tegulaherpia Salvini-Plawen, 1983